# Фридом Плејнс (Њујорк)
Фридом Плејнс (енгл. Freedom Plains) насељено је место без административног статуса у америчкој савезној држави Њујорк.

## Демографија
По попису из 2010. године број становника је 421.
| Група             | 2000.    | 2010.       |
| Белци             | 0 (0,0%) | 366 (86,9%) |
| Афроамериканци    | 0 (0,0%) | 6 (1,4%)    |
| Азијати           | 0 (0,0%) | 19 (4,5%)   |
| Хиспаноамериканци | 0 (0,0%) | 24 (5,7%)   |
| Укупно            | 0        | 421         |